# Phygadeuon brischkii
Phygadeuon brischkii är en stekelart som beskrevs av Woldstedt 1877. Phygadeuon brischkii ingår i släktet Phygadeuon och familjen brokparasitsteklar. Inga underarter finns listade i Catalogue of Life.